# El Limón, San Fernando
El Limón är en ort i Mexiko.   Den ligger i kommunen San Fernando och delstaten Chiapas, i den sydöstra delen av landet, 700 km öster om huvudstaden Mexico City. El Limón ligger 862 meter över havet och antalet invånare är 238.
Terrängen runt El Limón är kuperad. Runt El Limón är det mycket tätbefolkat, med 1 573 invånare per kvadratkilometer. Närmaste större samhälle är Tuxtla Gutiérrez, 12,5 km sydost om El Limón. I omgivningarna runt El Limón växer huvudsakligen savannskog.